# Atletismo nos Jogos Pan-Americanos de 1975 - 110 m com barreiras masculino
A prova dos 110 m com barreiras masculino nos Jogos Pan-Americanos de 1975 foi realizada na Cidade do México, México.

## Medalhistas
| Ouro                       | Prata                   | Bronze                         |
| Alejandro Casañas CUB Cuba | Danny Smith BAH Bahamas | Arnaldo Bristol PUR Porto Rico |

## Resultados
| Posição           | Nome              | Nacionalidade      | Tempo | Notas |
| ----------------- | ----------------- | ------------------ | ----- | ----- |
| Medalha de ouro   | Alejandro Casañas | CUB Cuba           | 13.44 |       |
| Medalha de prata  | Danny Smith       | BAH Bahamas        | 13.72 |       |
| Medalha de bronze | Arnaldo Bristol   | PUR Porto Rico     | 13.74 |       |
| 4                 | Charles Rich      | USA Estados Unidos | 13.88 |       |
| 5                 | Charles Dobson    | USA Estados Unidos | 14.13 |       |
| 6                 | Marcio Lomônaco   | BRA Brasil         | 14.27 |       |
| 7                 | Rodolfo Chavira   | MEX México         | 14.57 |       |
| 8                 | Jesús Villegas    | COL Colômbia       | 14.58 |       |